# Henri Liouville
Henri Liouville, né le 17 août 1837 à Paris et mort dans la même ville le 20 juin 1887, est un médecin et homme politique français, professeur de médecine à la faculté de Paris (1875) et député de la Meuse (1876-1887).

## Biographie
Henri Liouville est le fils de Félix Liouville (1803-1860), bâtonnier au barreau de Paris et député en 1846, et de Céline Deschamps (1813-1842), ainsi que le neveu de Joseph Liouville. Il est d'abord médecin, puis professeur à la Faculté de médecine de Paris, en 1875. Il a un frère et une sœur, Albert Liouville (1835-1893), père de Félix Liouville, et Sophie Liouville (1839-1923) qui épouse Ernest Picard. Durant la guerre de 1870, il soigne des blessés à Toul puis dans l'armée de la Loire où il rencontre Léon Gambetta et devient son secrétaire. En 1874, il est agrégé de médecine et travail à l'hôtel-Dieu de Paris. Il meurt en 1887 d'un arrêt cardiaque.
Henri Liouville épouse le 25 juin 1878 à Paris, Marie Charlotte Thérèse Durvis, belle-fille de Jean-Martin Charcot (1825-1893), qui, devenue veuve, épousera en secondes noces, Pierre Waldeck-Rousseau (1846-1904), Président du Conseil (1899-1902). Il est aussi le beau-frère de Ernest Picard. 
Il est le père de Jacques Liouville (1879-1960), médecin et un explorateur français qui prit part à la deuxième expédition du Pourquoi-Pas ? (1908-1910).

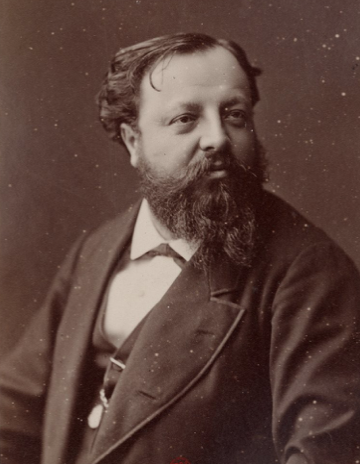
Portrait de Henri Liouville (atelier Nadar)

## Carrière politique
Henri Liouville  se présente en 1871 à la député mais échoue à la 20e position. Il est conseiller général du canton de Commercy en novembre 1871 et député de la Meuse de 1876 à 1887. Il siège à l'Union républicaine et fait partie des 363 qui refusent la confiance au gouvernement de Broglie en 1877.  
Il est le premier à présenter une proposition de loi « tendant à rendre obligatoires la vaccination et la revaccination » contre la variole, le 20 mars 1880.